# Estação Coelho da Rocha
Estação Coelho da Rocha é uma estação de trem do município brasileiro de São João de Meriti, no estado do Rio de Janeiro.

## História

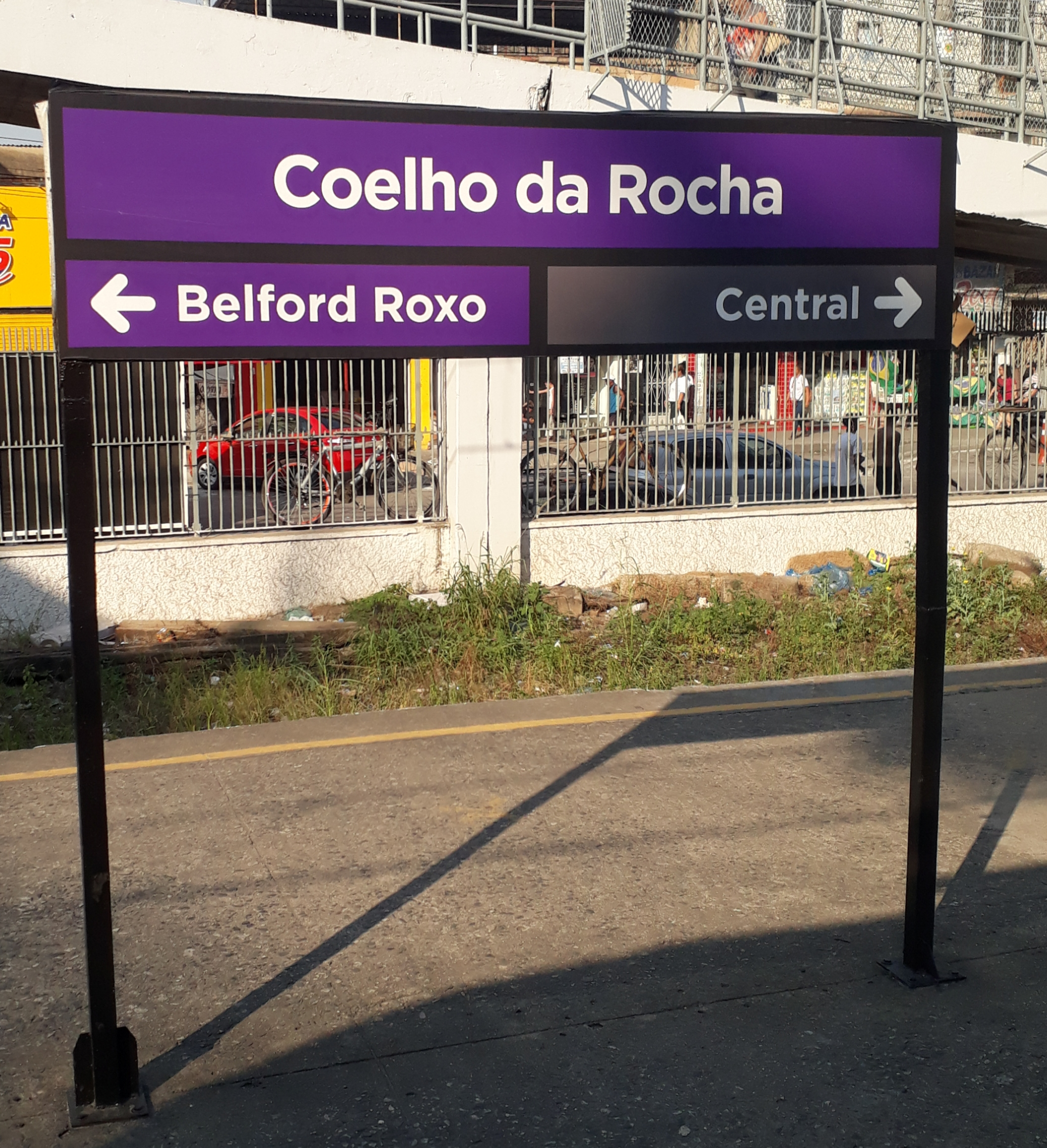
Placa Coelho da Rocha

Foi inaugurada no dia 15 de setembro de 1929. O jornal Diário Nacional noticiava da seguinte maneira:
| “ | Realizou-se hoje, às 13 horas, a inauguração da nova estação de Coelho da Rocha, na estrada de ferro Rio Douro, tendo sido para isso preparadas grandes demonstrações de regojise. A novel estação, que está localizada logo após a de Agostinho Porto, recebeu esta denominação como uma homenagem ao sr. Almerio José Coelho da Rocha, a quem os moradores dessas ruas estações devem o grande impulso que o lugar bem tomando. | ” |

A estação serviu à Estrada de Ferro Rio d'Ouro, estando atualmente a serviço dos trens da Supervia.

## Plataforma
|  | ↑ a ↑ |

| 1 |

|  | ↓ b ↓ |

|  | ↑ a ↑ |

| 1 |

|  | ↓ b ↓ |

|  | ↑ a ↑ |

| 1 |

|  | ↓ b ↓ |

|  | ↑ a ↑ |

| 1 |

|  | ↓ b ↓ |